# Újozora
Újozora (szerbül Уздин / Uzdin, románul Uzdâni) település Szerbiában, a Vajdaságban, a Dél-bánsági körzetben, Antalfalva községben.

## Fekvése
Antalfalvától 10 km-re északra, a Temes közelében, Tamáslaka, Torontáludvar, Torontálputnok és Antalfalva közt fekvő település.

## Története
Újozora (Uzdin) a 18. század közepén még csak puszta volt, 1750-1761. között a becskereki kerülethez tartozott, Veliky-Usdin és Mali-Usdin néven és a délmagyarországi kincstári puszták bérlőtársasága bérelte.
1767-ben, mikor megalakult a német-bánsági katonai határőrvidék, a 12. számú német-bánsági határőrezred egyik századának székhelye lett.
Az 1788-as hadjáratkor a császári had idáig hajszolta a bótosi táborból a török spahikat és mikor a spahik innen Pancsova felé akartak menekülni, Nauendorf alezredes rájuk rontott a huszárjaival és nagyrészüket lekaszabolta.
1848. őszén egy portyázó honvédcsapat támadta meg a falut, s lakosságát kiűzte.
Az 1848–49-es forradalom és szabadságharc alatt, 1849. május 7-én, Perczel Mór honvédtábornok 5000 emberrel és 17 ágyúval fényes győzelmet aratott a Puffer ezredes vezérlete alatt álló 7000 szerb felkelőn, s ekkor mintegy ezren kerültek a honvédek fogságába.
1910-ben 5584 lakosából 107 magyar, 124 német, 5296 román volt. Ebből 154 római katolikus, 5305 görögkeleti ortodox volt.
A trianoni békeszerződés előtt Torontál vármegye Antalfalvai járásához tartozott.

## Népesség

### Demográfiai változások
| 1948 | 1953 | 1961 | 1971 | 1981 | 1991 | 2002 | 2011 |
| ---- | ---- | ---- | ---- | ---- | ---- | ---- | ---- |
| 4808 | 4722 | 4593 | 4202 | 3885 | 3099 | 2498 | 2029 |

## Híres személyek
- Itt született 1906-ban Milloss Aurél magyar táncművész, koreográfus, balettigazgató.

## Nevezetességek
- Görögkeleti temploma - 1801-ben épült
- Az 1848–49-es forradalom és szabadságharc idején, 1849. május 7-én, Perczel Mór honvédtábornok 5000 emberrel és 17 ágyúval fényes győzelmet aratott itt a Puffer ezredes vezérlete alatt álló 7000 szerb felkelő felett